# Ellychnia simplex
Ellychnia simplex är en skalbaggsart som först beskrevs av Leconte 1885.  Ellychnia simplex ingår i släktet Ellychnia och familjen lysmaskar. Inga underarter finns listade i Catalogue of Life.